# Mongolodiaptomus calcarus
Mongolodiaptomus calcarus is een eenoogkreeftjessoort uit de familie van de Diaptomidae. De wetenschappelijke naam van de soort is voor het eerst geldig gepubliceerd in 1965 door Shen & Tai.